# Литвинов Степан Андрійович
Литвинов Степан Андрійович (02(14) серпня 1898, с. Чурсіно Курської губ., Росія — 29 грудня 1982, Київ) — педагог, доктор педагогічних наук (1971), професор (1971). 

## Життєпис
Закінчив Харківський інститут народної освіти (1926). 
Працював 1929–39 у Харківському педагогічному інституті: від 1934 — завідувач кафедри педагогіки, заступник директора з навчально-наукової роботи; від 1939 — у Київському педагогічному інституті імені Горького (з перервою): до 1950 — заступник директора з навчально-наукової роботи, 1950 — заввідувач кафедри спеціальної педагогіки, 1951–68 — завідувач, від 1968 — професор кафедри загальної педагогіки; 1941–43 — інспектор, завідувач Ілійським райвно Алма-Атинської області (нині Алмати).
Вивчав питання організації виховної роботи у школі-інтернаті, історію розвитку освіти та педагогіки, зокрема педагогічну спадщину Г. Сковороди, А. Макаренка, Н. Крупської, Я.А. Коменського, К. Ушинського.
Автор розділів у підручнику «Педагогіка» (1941), кн. «Методика виховної роботи в школі-інтернаті» (1963), «Народна освіта і педагогічна наука в Українській РСР. 1917—1967» (1967, співавт.; усі — Київ), «Очерки истории школы и педагогической мысли народов СССР. ІІ пол. ХІХ в.» (Москва, 1976).

## Список праць
1. Педагогічна наука на Україні за 40 років Радянської влади // Наук. зап. Київ. пед. ін-ту. 1957. Т. 28;
2. Педагогіка і життя. К., 1967;
3. Г. С. Сковорода про виховання і розвиток розуму // Пед. ідеї Г. С. Сковороди. К., 1972;
4. Історія педагогіки: Навч. посіб. К., 1973 (співавт.)